# Rīgas Centrāltirgus
Rīgas Centrāltirgus (Rigas Centralmarked) er det centrale marked i Riga, hovedstaden i Letland. Det udgør en af de mest bemærkelsesværdige strukturer i Letland fra det 20. århundrede, og det er derfor placeret på UNESCO's Verdensarvsliste. Planlægningen af dets opførelse påbegyndtes i 1922 og bygningerne opførtes fra 1924 til 1930. Hovedbygningerne på markedet er fem pavilloner konstrueret ved genbrug af gamle tyske Zeppeliner-hangarer, som har indarbejdede detaljer fra nyklassicisme og art deco. Markedet er 72.300 kvadratmeter stort og har mere end 3.000 handelsstande.
Aktieselskabet Rīgas Centrāltirgus ejes af Rigas bystyre, og formand for bestyrelsen siden 2010 er Anatolijs Abramovs.